# Acará-disco
Acará-disco é o nome comum atribuído a todas as espécies de peixes de água doce classificadas no gênero Symphysodon. Pertence à família dos ciclídeos e compreende atualmente duas espécies e três subespécies. É endêmico da América do Sul, onde pode ser encontrado nos rios da bacia Amazônica, no Brasil, Peru e Colômbia. As suas principais características são as suas cores e o formato discóide do seu corpo. Vive em cardume e alimenta-se de pequenos crustáceos, larvas e insetos.
Atinge em média 15 centímetros de comprimento e habita pequenos lagos e igarapés de águas calmas e claras. O acará-disco é um dos peixes de água doce mais populares do mundo, pelas suas variadas colorações pelas suas longas barbatana dorsal e caudal. É uma espécie ornamental e extremamente pacífica, sendo adequada para ser criada com peixes com mesmo temperamento; no entanto é muito exigente em relação à qualidade da água, de modo que nem sempre pode ser mantido em aquários com várias espécies diferentes.

## Taxonomia
O acará-disco pertence a tribo Heroini, da família Cichlidae, na ordem Perciformes, ainda pouco estudada. Foi descrito pelo zoólogo austríaco Johann Jakob Heckel em 1840 como Symphysodon. O exato posicionamento filogenético deste gênero, entre os outros pertencentes à tribo Heroini, é desconhecido. A espécie-tipo deste gênero é o Symphysodon discus. O nome específico discus refere-se à sua forma discóide, enquanto o seu nome genérico, Symphysodon, é uma palavra grega. Symphys significa crescendo em grupo e odon significa dentes, referindo-se à sua dentição reduzida em relação aos outros ciclídeos.
O gênero inclui somente duas espécies: Symphysodon discus (Disco-Heckel)  e Symphysodon aequifasciatus (Disco-azul-marrom), mas estudos recentes realizados com o seu ADN demostraram a possível existência de uma terceira espécie, denominada pelos cientistas como Symphysodon tarzoo; entretanto as análises não foram conclusivas. A aceitação dessa espécie ainda está sendo estudada pelos pesquisadores.
A posição taxonômica das espécies é a seguinte:
- Classe: Osteichthyes
  - Ordem: Perciformes
    - Subordem: Percoidei
      - Família: Cichlidae
        - Subfamília: Cichlasomatinae
          - Tribo: Heroini
            - Gênero: Symphysodon
              - Espécie-tipo: Symphysodon discus (Heckel, 1840)

### Subespécies
Três subespécies são reconhecidas atualmente, com base em análises genéticas. Todas foram descritas pelo ictiólogo americano Leonard Peter Schultz em 1960, após a descrição de Pelegrin Franganillo-Balboa da espécie Symphysodon aequifasciatus em 1904:
- Symphysodon aequifasciatus axelrodi -  Acará-disco-castanho: Possui o corpo marrom-amarelado e cabeça com estrias azuladas.
- Symphysodon aequifasciatus haraldi - Acará-disco-azul: Possui o corpo marrom claro, com fortes estriais azuis na cabeça, dorso e barbatanas.
- Symphysodon aequifasciatus aequifasciatus - Acará-disco-verde: Possui o corpo azul-esverdeado, com estrias azuis marcantes na cabeça, dorso e barbatanas.

## Descrição biológica

### Distribuição geográfica e habitat

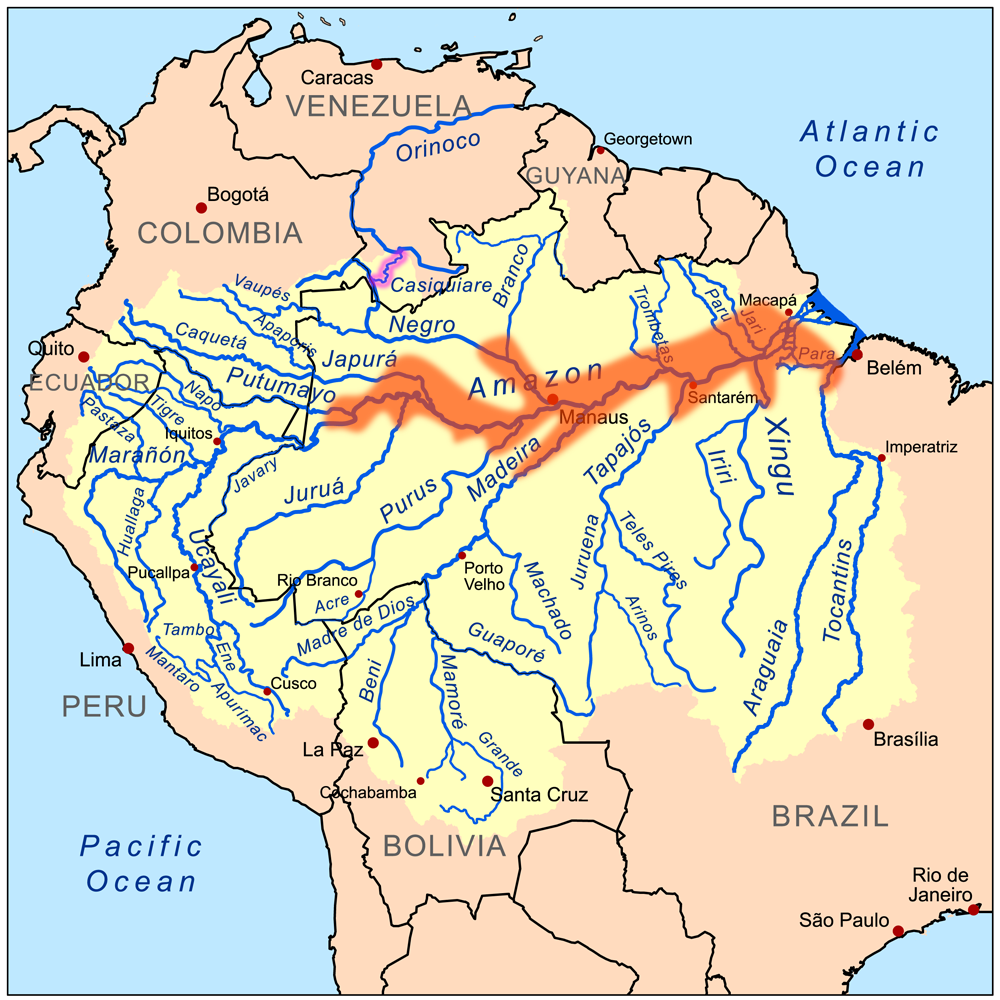
Distribuição da espécie nos rios amazônicos e seus leitos (em laranja).

O acará-disco é nativo da Amazônia, mas só pode ser encontrado em alguns países da América do Sul. O disco-Heckel encontra-se distribuído na parte oriental da Amazônia, principalmente nos rios Nhamundá, Branco, rio Negro, Purus, Abacaxis e Trombetas. O disco-verde tem distribuição restrita à parte ocidental da Amazônia, nos rios Japurá, Içá e rio Nanay. As subespécies disco-castanho e disco-azul são geralmente encontradas nos rios Solimões, Amazonas, Urubu, Juruá, Tefé, Coari, Uatumã, Trombetas, Tapajós, Jari e Tocantins. Já o disco-azul-marrom pode ser encontrado nos leitos dos rios Amazônicos e em algumas bacias hidrográficas da Colômbia e Peru, tendo distribuição mais alargada do gênero.
Habitam rios com águas calmas, pouco profundas e límpidas, com abundante vegetação aquática, troncos e raízes submersas, sendo ligeiramente quentes, de características ácidas e de baixa dureza. Vivem principalmente em lagos de várzea e lagoas marginais.

### Comportamento e reprodução

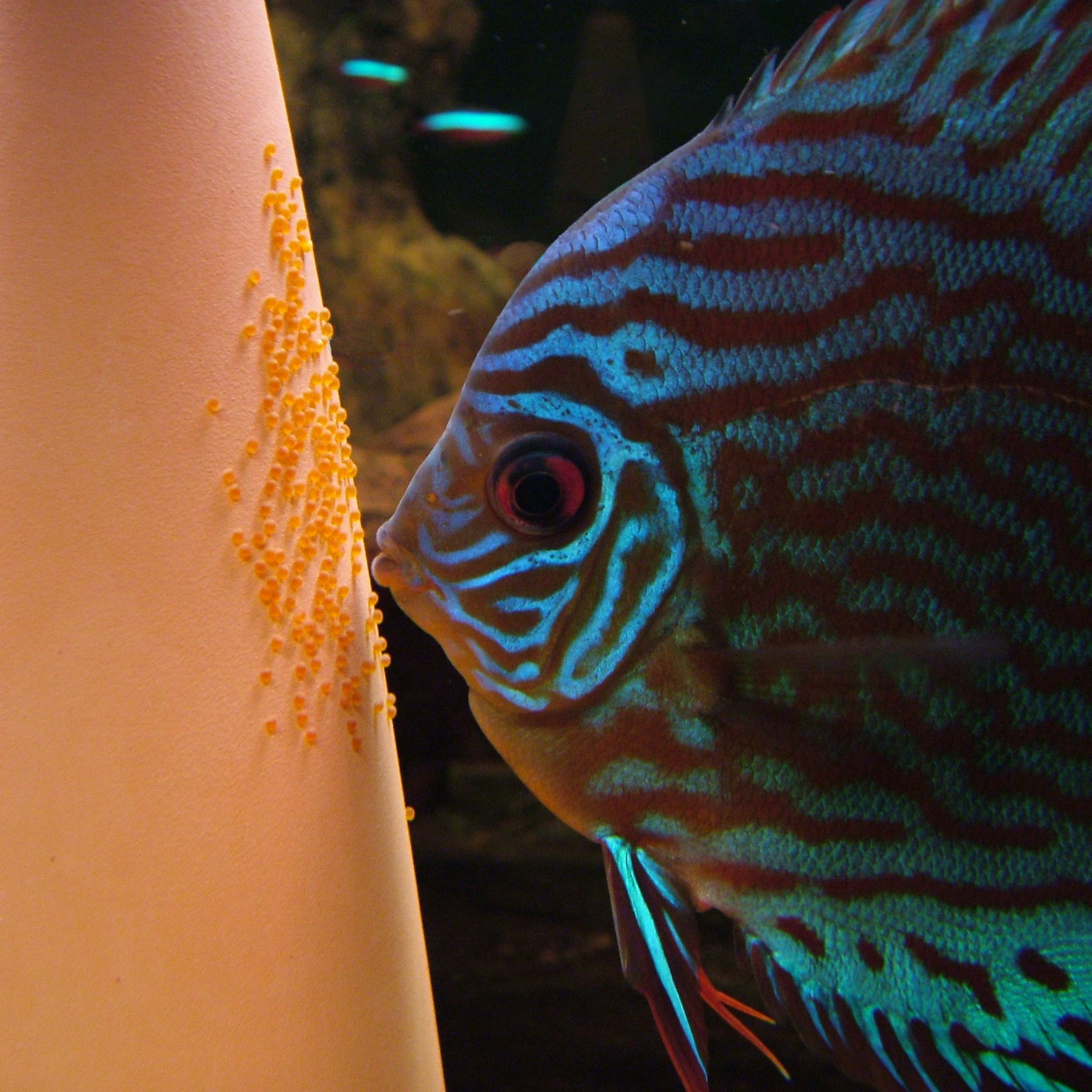
Acará-disco cuidando dos seus ovos.

O acará-disco possui um comportamento territorialista e não realiza migrações reprodutivas. Durante a estação chuvosa vive sozinho ou em pequenos grupos em águas profundas, mas no período de estiagem formam grandes cardumes próximo de árvores caídas ao longo das margens dos lagos.
Atinge a maturidade sexual com doze meses de vida e desova algumas vezes durante uma estação reprodutiva anual (desova parcelada), com cerca de 300 ovos por desova. Na época da reprodução formam casais por meio do cortejo sexual, característica dos ciclídeos. Geralmente depositam os ovos em folhas grandes ou em pedras. Durante a desova a fêmea deposita uma pequena quantidade de ovos que logo após serão fertilizados pelo macho. Todo o processo pode durar até uma hora e, logo depois de o macho fertilizá-los, o par mantém constante agitação da água em torno deles, abanando-os com as barbatanas, para garantir a oxigenação necessária. Em seguida os pais empenham-se em limpá-los e mantê-los seguros até ao nascimento das larvas.
Dependendo da temperatura da água os ovos eclodem após dois ou cinco dias e permanecem com a vesícula vitelina por mais três ou quatro dias, até que possam nadar livremente. Depois da eclosão as larvas são alimentadas com um muco liberado por seus pais durante duas semanas. Após esse período podem ser alimentados com náuplios de artêmia, mas vão precisar da secreção dos pais por mais trinta dias. Com aproximadamente cinquenta dias podem ser separados dos adultos.

### Características

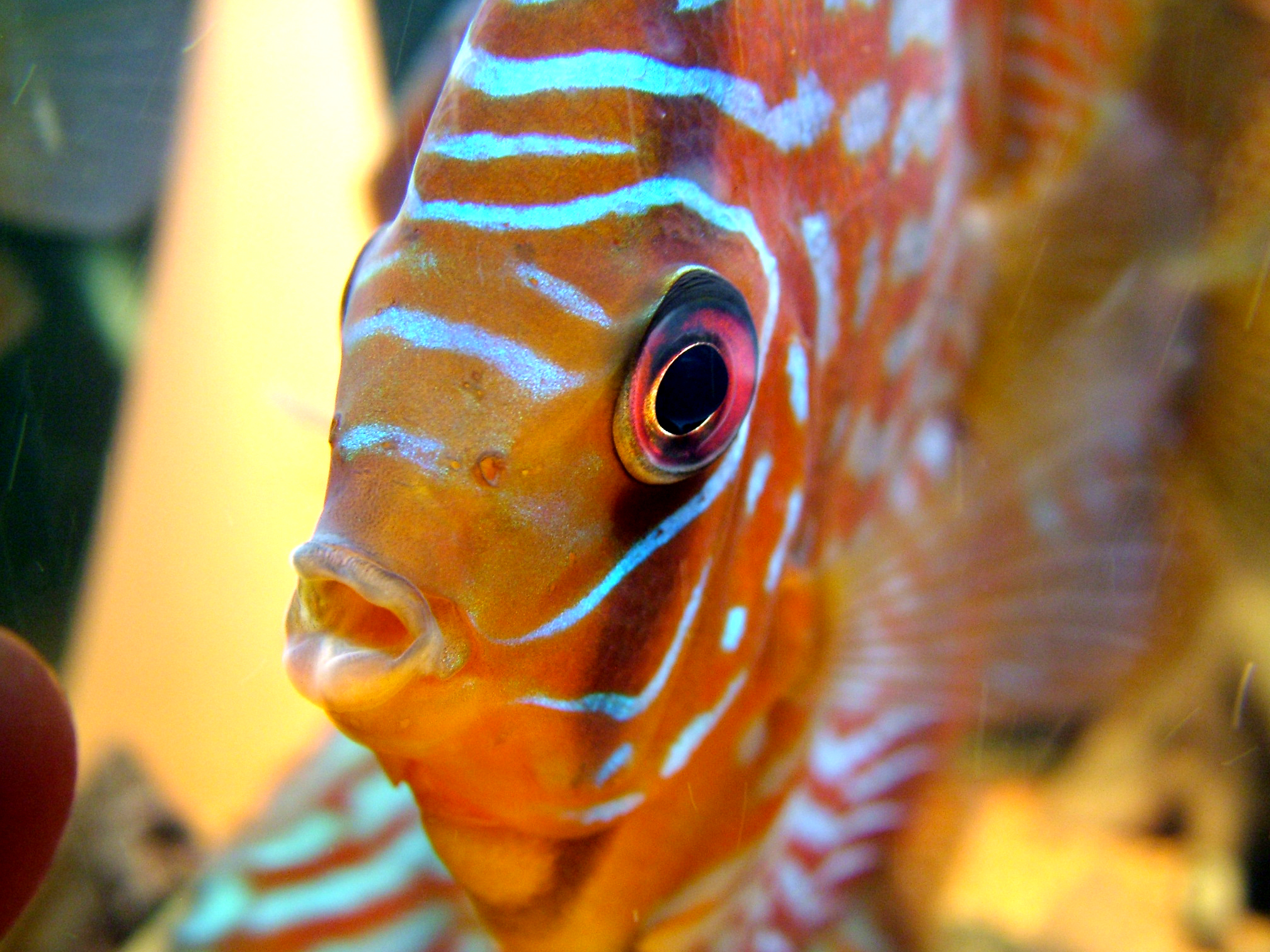
Exemplar com estrias azuis na cabeça.

O acará-disco é geralmente denominado como O Rei do Aquário. É considerado um peixe de pequeno porte, podendo chegar a 15 centímetros de comprimento. Possui o corpo lateralmente achatado com barbatana dorsal e caudal relativamente longa, que contribuem com o formato discóide do seu corpo. Tem apenas um orifício nasal de cada lado da narina, boca protátil e lábios grossos. Os machos são maiores, mais coloridos e com os primeiros raios da barbatana dorsal mais grossos e longos. Não possuem dimorfismo sexual evidente.
As suas cores variam dependendo da espécie podendo ter tons vermelhos, azuis, verdes, castanhos, brancos e amarelos, sendo que atualmente existem cerca de 600 variações. Apresentam várias fileiras de escamas na base das barbatanas dorsal e caudal, estrias geralmente azuis por todo o corpo e de oito a nove faixas escuras transversais sobre o corpo.

### Alimentação
O acará-disco é uma espécie onívora, mas possui um forte hábito alimentar carnívoro, alimentando-se predominantemente de náuplios de camarão de água-doce. Na natureza a espécie alimenta-se de perifíton, pequenos crustáceos, peixes, insetos, larvas, folhas, frutos e outras matérias orgânicas. Em cativeiro pode ser muito exigente sobre o alimento oferecido, sendo mais indicado alimentos vivos como as minhocas, vermes e larvas de mosquito. Também pode ser alimentado com coração de boi, ervilhas e com as rações industrializadas.

## Ameaças

### Doenças
Tal como diversos outros peixes, o acará-disco é suscetível a infecções como parasitoses, micoses, bacterioses, viroses e ainda por ectoparasitas. Contudo, em condições naturais os agentes infecciosos que os infestam não são suficientemente numerosos para afetar a saúde do hospedeiro, pelo fato do estado nutricional e fisiológico do peixe estar devidamente ajustado ao meio ambiente. Especificamente para o acará-disco, são encontrados os seguintes  parasitas: protozoários (Piscinoodinium pillulare, Ichthyophthirius multifillis, Costia necatrix, Trichodina), metazoários monogenéticos (Dactylogyrus vastator e Gyrodactylus elegans), micoses e bacterioses.
Em cativeiro, quatro doenças atacam a espécie com maior frequência, bem como outras espécies:
- Gastroenterite: por Aeromonas hydrophila uma bactéria gram-negativa.[37]
- Hexamitoses: provocadas por protozoários como o Hexamita meleagridis e o Hexamita symphysodonis.[38]
- Capilaríase: causado pelos nematodas Capillaria pterophylli. Geralmente afeta as espécies pertencentes à família dos ciclídeos.[39]
- Ichthyouris Infestation: causada por parasitas. Afeta o intestino dos peixes.[40]

### Risco de extinção
Apesar de não se encontrar na lista vermelha da IUCN, a quantidade de acarás-disco na natureza diminuiu em grande escala desde a década de 1990. Os principais fatores para o declínio da população é a ação do homem em seu habitat, entre elas a captura para a criação em aquário. Outros fatores de influência antrópica que contribuem com o desaparecimento da espécie é a mineração de ouro, que libera mercúrio na água, o desmatamento e os incêndios florestais, pois aumentam a temperatura da região e impedem a formação das nuvens, prolongando o período de estiagem.

## Criação em cativeiro

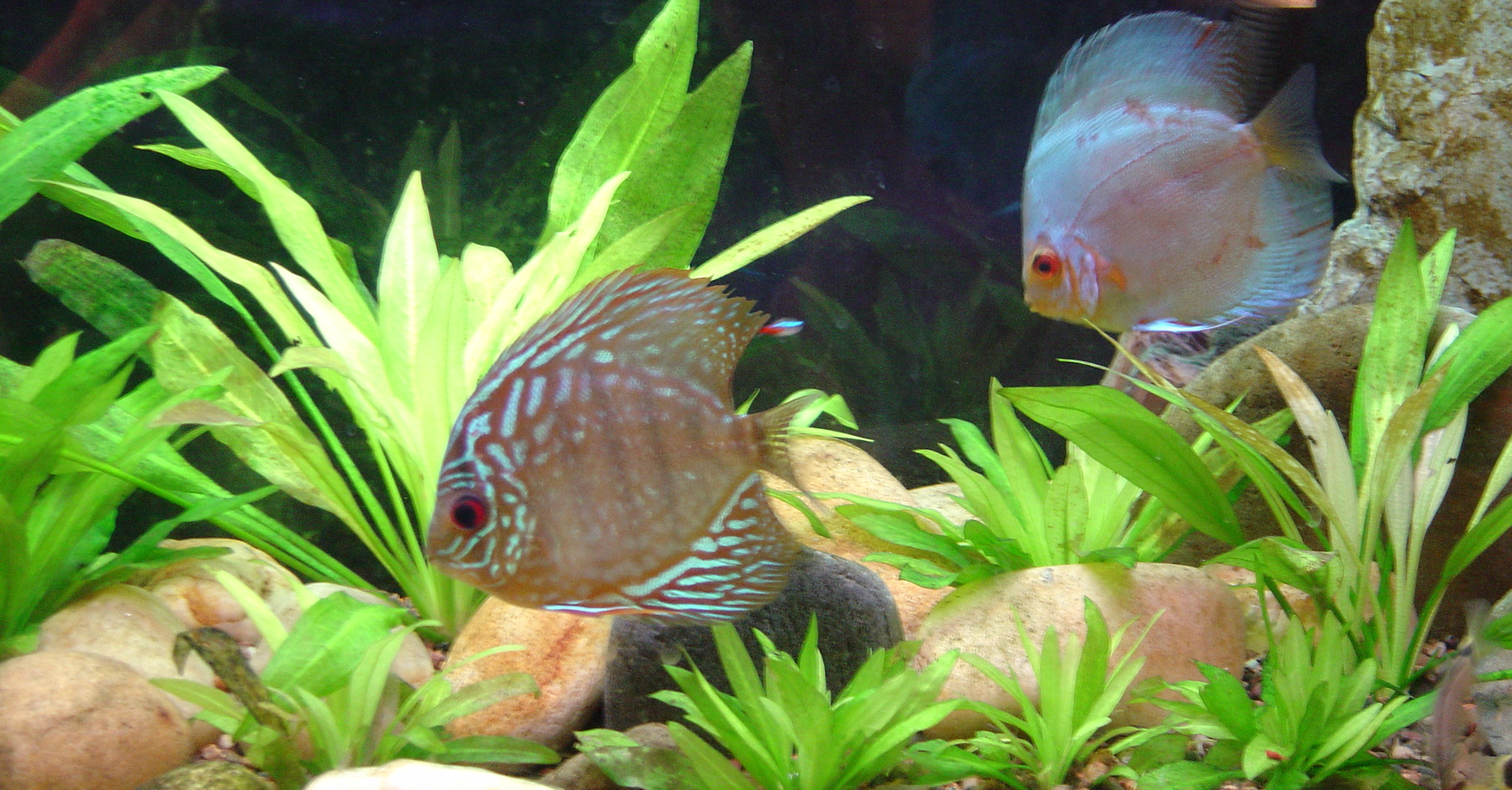
Acarás-disco criados em aquário.

Os primeiros acarás-disco criados em cativeiro datam de 1933. Eles foram capturados na natureza e morreram logo após serem introduzidos ao aquário. Foi a partir de 1935 que surgiram os primeiros relatos de exemplares que reproduziram em cativeiro e chegaram à idade adulta. Nesse período eram exportados em pequenas quantidades para a Europa e Estados Unidos. Exportações maiores ocorreram após o fim da Segunda Guerra Mundial, quando se desenvolveu o automobilismo. Entretanto, foi somente na década de 1980 que se iniciou uma atividade sistemática de exploração do acará-disco.
É uma das espécies mais populares do mundo usadas para o aquarismo, bem como uma das mais exploradas. Entretanto são muito exigentes sobre as condições em que vivem, não sendo aconselhável a sua manutenção por aquariofilistas que ainda não dominem o controle dos parâmetros de água dos seus aquários. Devem ser mantidos em aquários grandes com um mínimo de 200 litros, e manter pelo menos 6 exemplares, pois são peixes gregarios e preferem ficar em pequenos grupos. São muito sensíveis em relação à qualidade da água e preferem água de pH ácido, em torno de 4.2 e 6.2 e com temperatura à volta de 26 e 30°C.
Como são encontrados em rios com abundante vegetação aquática e pouca iluminação, os aquários devem ter plantas, decorados com troncos e pedras, e colocados em locais de baixa luminosidade, para se assemelharem ao seu habitat natural. Entretanto nem todas as plantas se adaptam à temperatura da água e com à baixa iluminação, sendo algumas das mais indicadas as Espadas Cadeia Pigmeu  (Echinodorus tenellus) e as Java Fern (Microsorium pteropus).
Não devem ser criados com espécies agressivas ou que comam rapidamente, pois podem ser agredidos ou acabar não comendo. Devem ser mantidos com peixes com temperamento igual ao seu e que são adaptados à mesma qualidade da água. As espécies mais indicadas são os néons (Paracheirodon innesi), algumas espécies de tetras (Characidae), como o tetra-cardeal (Paracheirodon axelrodi), bagres (Siluriformes) e alguns ciclídeos (Cichlidae). Aceitam bem alimentos vivos e congelados, bem como rações em flocos industrializadas.

## Galeria
|  |  |  |  |
|  |  |  |  |